# Eisenbahnunfall an der Porta Westfalica
Der Eisenbahnunfall an der Porta Westfalica ereignete sich am 20. Januar 1944, als der DmW 103 von Aachen nach Berlin auf den zirka 300 Meter östlich des Bahnhofs Porta (seit 1984: Porta Westfalica) zum Halten gekommenen D 3 von Köln nach Berlin auffuhr.

## Ausgangslage
Die beiden voll besetzten Züge waren Schnellzüge, der DmW 103 ein Schnellzug mit Wehrmachtsteil. Sie sollten fahrplanmäßig im Abstand von 11 Minuten verkehren. Gegen 18 Uhr waren sie von Bielefeld aus im durch den Streckenblock möglichen Raumabstand in Richtung Hannover abgefahren. Beide Züge hatten aber erhebliche Verspätung. Einen Halt im Bahnhof Porta sah der Fahrplan nicht vor. Um 18 Uhr 38 passierte der D 3 das Einfahrsignal des Bahnhofs. Dort wurde dann aber die Notbremse gezogen und damit eine Zwangsbremsung veranlasst. Wer die Notbremse zog und warum das geschah, konnte niemals aufgeklärt werden. Der Zug kam nördlich der Ausfahrt des Bahnhofs in Höhe des Hotels Großer Kurfürst zum Stehen.

## Unfallhergang
Der Fahrdienstleiter des Bahnhofs Porta hätte abwarten müssen, bis der D 3 sich jenseits des Ausfahrsignals des Bahnhofs befand, bevor er dem folgenden Zug die Einfahrt in den Bahnhof gewährte. Genau das aber tat er nicht. Noch während er sich einen Überblick zu verschaffen suchte, wurde ihm der nachfolgende DmW gemeldet. Ohne nachzudenken stellte er das Einfahrtssignal auf „Fahrt“ und gab damit die Einfahrt in den Bahnhof für den folgenden Zug frei. Dadurch fuhr der DmW 103 um 18 Uhr 51 auf den stehenden D 3 auf. Lokomotive, Gepäckwagen und fünf Personenwagen des aufprallenden DmW 103 und die beiden letzten Wagen des haltenden D 3 wurden in die Luft geschleudert, ein Teil der Wagen fing Feuer.

## Folgen
Aufgrund des Unfalls starben 79 Menschen. Unter den Überlebenden befanden sich 64 teils schwer Verletzte. Ein Wagen begrub ein kleines Haus unter sich.
Grund für den Unfall war somit menschliches Versagen, wobei auch die kriegsbedingt verursachten Unregelmäßigkeiten und die hohe Belastung im Bahnbetrieb einen Einfluss hatten. An diesem Tag hatte es zwischen Bad Oeynhausen und Bückeburg mehrmals Fliegeralarm gegeben. Der Fahrdienstleiter gab an, durch das ständige Aufheulen der Alarmsirenen durcheinander gewesen zu sein.